# Guidomandri
Guidomandri è stato un comune italiano; nel 1928, venne soppresso e aggregato a Scaletta Zanclea.